# بوسباخ
بوسباخ (به فرانسوی: Bousbach) یک کمون در فرانسه است که در Canton of Behren-lès-Forbach واقع شده‌است.

## خصوصیات
بوسباخ ۵٫۹۱ کیلومترمربع مساحت و ۱٬۱۲۹ نفر جمعیت دارد و ۲۸۳ متر بالاتر از سطح دریا واقع شده‌است.